# 227. Infanterie-Division (Wehrmacht)
La 227. Infanterie-Division fu una divisione dell'esercito tedesco attiva durante la seconda guerra mondiale che venne creata nel 1939 e fu impiegata nell'invasione tedesca dei Paesi Bassi, nella campagna di Francia e sul fronte orientale, dove fu fatta distrutta nel 1945.

## Storia

### Invasione tedesca dei Paesi Bassi e campagna di Francia
La divisione fu costituita il 26 agosto 1939 a Krefeld e dopo la sua formazione, fu schierata nell'Eifel con compiti di sicurezza sulla frontiera. Poco prima dell'inizio della campagna di Francia fu trasferita nella zona di Gronau ed all'inizio della campagna attraversò il confine olandese e avanzò oltre Enschede, nell'area di Deventer; riuscì poi a prendere il Forte di Pannerden e ad attraversare il Lys, vicino a Gand. Dopo la fine della campagna prese il controllo della costa a Le Havre, dove rimase come forza di occupazione fino al settembre 1941.

### Fronte orientale
Venne trasferita sul fronte orientale nell'ottobre 1941, dove fu schierata al Volchov e combatté a Schluesselburg tra il 1941 ed il 1942. Nel 1942 la divisione fu schierata sul Chernaya e sulla sponda meridionale del Lago Ladoga, dove combatté nel 1943. Dopo l'inizio dell'offensiva invernale russa nel gennaio 1944, dovette ritirarsi dietro il Narva, dove combatté fino al giugno 1944 e dal luglio 1944 si ritirò su Ostrow e Pskov, dove subì pesanti perdite; si ritirò poi a Riga e raggiunse la Curlandia nell'ottobre 1944, dove combatté fino al gennaio 1945. Successivamente fu trasportata via nave nella Prussia occidentale e prese parte alla battaglia della brughiera di Tuchel, dove fu distrutta ed i suoi resti furono distribuiti tra altre unità dell'esercito.

## Ordine di battaglia
227. Infanterie-Division 1939
- Infanterie-Regiment 328
- Infanterie-Regiment 366
- Infanterie-Regiment 412
- Artillerie-Regiment 227
- Divisionseinheiten 227

227. Infanterie-Division 1943
- Grenadier-Regiment 328
- Grenadier-Regiment 366
- Grenadier-Regiment 412
- Divisions-Füsilier-Bataillon 227
- Artillerie-Regiment 227
- Divisionseinheiten 227

## Decorazioni
Alcuni soldati della 227. Infanterie-division furono premiati per le loro azioni in guerra:
- Croce Tedesca
  - in oro: 26
  - in argento: 1
- Croce di Cavaliere della croce di ferro: 27[3]
  - Croce di Cavaliere con foglie di quercia:
- Distintivo per combattimenti ravvicinati:
  - in bronzo: 4
  - in argento: 1
  - in oro: 3

## Comandanti
- Generalleutnant Friedrich Zickwolff (1° settembre 1939 - 6 maggio 1940)
- Generalleutnant Friedrich-Karl von Wachter (6 maggio 1940 - 1° luglio 1940)
- Generalleutnant Friedrich Zickwolff (1° luglio 1940 - 12 aprile 1941)
- General der Artillerie Friedrich von Scotti (12 aprile 1941 - 7 giugno 1943)
- General der Artillerie Wilhelm Berlin (7 giugno 1943 - 11 maggio 1944)
- Generalmajor Maximilian Wengler (11 maggio 1944 - marzo 1945)[1]